# Heimioporus fruticicola
Heimioporus fruticicola är en svampart som först beskrevs av Miles Joseph Berkeley, och fick sitt nu gällande namn av E. Horak 2004. Heimioporus fruticicola ingår i släktet Heimioporus och familjen Boletaceae.   Inga underarter finns listade i Catalogue of Life.